# Spathiphyllum monachinoi
Spathiphyllum monachinoi är en kallaväxtart som beskrevs av George Sydney Bunting. Spathiphyllum monachinoi ingår i släktet Spathiphyllum och familjen kallaväxter.

## Underarter
Arten delas in i följande underarter:
- S. m. monachinoi
- S. m. perangustum